# Irina Yátchenko
Irina Yátchenko (Gómel, Bielorrusia, 31 de octubre de 1965) es una atleta bielorrusa, especialista en la prueba de lanzamiento de disco, en la que ha logrado ser campeona mundial en 2003.

## Carrera deportiva
En las Olimpiadas de Sídney 2000 ganó la medalla de bronce en lanzamiento de disco.
En el Mundial de París 2003 ganó la medalla de oro en la misma prueba, con un lanzamiento de 67.32 metros, por delante de la griega Anastasia Kelesidou (plata con 67.14 m) y Ekaterini Voggoli (bronce con 66.73 m).